# أوسر كا رع

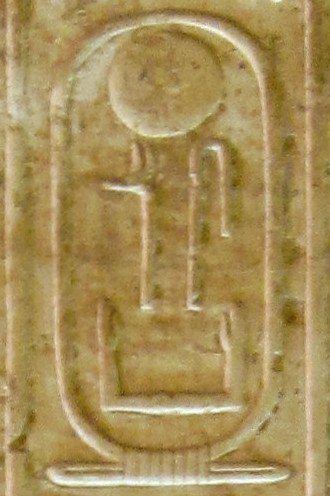
اسم أوسر كارع ، كما ذكر في قائمة ملوك مصر (أبيدوس).

أوسر كارع أو وزيركارع هو أحد الفراعنة الذين حكموا خلال الأسرة القديمة في حقبة الدولة القديمة. تولى الحكم حوالي سنة 2300 قبل الميلاد، خلفا للفرعون تتي، وحكم مدة قصيرة  ،
بين 1 إلى 5 سنوات. 

## المعرفة به
وجد اسم الملك أوسر كارع في قائمة ملوك مصر (أبيدوس) الموجودة في معبد سيتي الأول وكذلك في بردية تورينو. ولم يذكره المؤرخ القديم مانيتو. ويبدو أنه قد حكم مصر لمدة سنتين فقط. كما يبدو أيضا أنه قد اعتلى العرش دون أحقية. كما تشير بعض المخطوطات أن أمه كانت الملكة خنتكاوس الثانية.
عرف من ثلاثة اختام اسطوانية  ووجد اسمه على أداة عمل يدوية. كُتب على أداة العمل مجموعة عمال أوسر كارع، مما يدل على أنه أمر بالبدء في مشروع بنائي كبير.
اكتشف عالم الآثار «غوستاف جاكير» كتابة عل التابوت الجرانيتي ل «عنخ أنيسبيبي الثالث» الذي كان موجودا في هرم الملكة إبوت الثانية. وكانت آثار كتابة على غطاء التابوت - وكان مصنوعا من حجر البازلت - وهي تبين قائمة مشابهة لقائمة حجر باليرمو وتذكر ملوك الاسرة السادسة. وبناءا علي ذلك تاكد المؤرخون من أن أوسر كارع خلف الملك تتي، وجاء من بعده الفرعون بيبي الأول. ومن المعروف أن تتي مات مقتولا. ويعتقد عالم الآثار «ميروسلاف فيرنر» أن الملك بيبي الأول قد عمل على إخفاء ذكر اسم أوسر كارع، بكشط اسمه مما تركه من منشآت.

## اسمه بالهيروغليفية
| N5 | wsr | s | kA |
Userkare 
Wsr-k3-Rˁ
 ومعناه: قوة روح رع
و اسم حورس له:
| G5 · G5 · S12 |
br>Bikwy-nub 
 Bjk.wj-nb.w>

ومعناه: الصقرين الذهبيين

## كتب
- Darrell D. Baker: The Encyclopedia of the Egyptian Pharaohs. Volume I: Predynastic to the Twentieth Dynasty (3300-1069 BC). Bannerstone Press, Oakville 2008, ISBN 978-0-9774094-4-0, S. 486–487.
- زاهي حواس: Die Schätze der Pyramiden. Weltbildverlag, Augsburg 2004, ISBN 3-8289-0809-8, S. 17, 265, 268.
- Thomas Schneider: Lexikon der Pharaonen. Albatros, Düsseldorf 2002, ISBN 3-491-96053-3, S. 305-306.
- Miroslav Verner: Die Pyramiden. Rowohlt, Reinbek 1997, ISBN 3-499-60890-1, S. 377, 390, 393, 408.

## وصلات خارجية
- The Ancient Egypt Site (engl.)